# Volyn oblast
Volyn oblast (ukrainska: Волинська область) är ett oblast (provins) i västra Ukraina. Huvudort är Lutsk.

## Historia
Området tillhör den historiska regionen Volynien och först var en del av Kievriket och ingick därefter i kungariket Galizien-Volynien. På 1400-talet erövrades området av Storfurstendömet Litauen och blev 1569 en region i Polsk-litauiska samväldet. Efter Polens delning 1795 övergick området till Ryska imperiet där det bildade guvernementet Volynien.
Efter första världskriget ingick området i Polen (1918-1939), men under Polsk-sovjetiska kriget 1939 införlivades området med Ukrainska SSR och området drabbades hårt av den tyska invasionen 1941-1945. Efter Sovjetunionens seger över Tyskland i andra världskriget bekräftade Jaltakonferensen införlivandet av området med Ukrainska SSR.